# Иван Чичовски
Иван Николов Чичовски e български общественик и революционер, взел активно участие в черковно-училищните и други обществени дела през средата на ХІХ век в Чепеларе.

## Биография
Роден е в Чепеларе в семейството на Колю Чичо. След двегодишно учителстване отваря дюкян – праматарница, бакалница и кръчма. Търгува и с други стоки във и извън Чепеларе. След Освобождението, Чичовски се пренася от Долната в Новата махала и продължава предишните си занятия. По-късно той се занимава със земеделие, скотовъдство и търговия с дърва за горене.
След Освобождението Иван Чичовски заема изборните длъжности училищен и църковен настоятел, общински съветник, кмет и окръжен съветник. Член-основател е на образователно-спомагателното дружество „Родопска искра“, прераснало по-късно в едноименното читалище.
През януари 1885 година в дома му е създаден Таен рупчоски родолюбив комитет – в състава му влизат председател Христо Господинов, подпредседател Иван Чичовски, военен организатор Антон Бозовски, деловодител Горчо Мерджанов и заместника Васил Дечов, Гочо Митов, които развиват активна дейност през месеците юни, юли и август на 1885 година. Целите на комитета според устава са да помага за освобождението на Македония, да помага за съединението на южна със Северна България, да следи и научава какво става зад граница, да следи и проверява какво вършат турците чиновници в Рупчос и да сплашва и наказва ония турци, които са против Съединението. Печатът на комитета е с надпис „Рупчоски родолюбив комитет“, а в средата е щампован петел с разкъсани вериги на краката си. Комитетът влизе във връзка с пловдивския комитет и полага клетва през май в храма „Свети Атанас“ в Чепеларе, в присъствие на Андрей Ляпчев.
Убит е в 1901 година по нареждане началника на Чепеларския революционен пункт Константин Антонов.
Иван Чичовски е женен за Стана Георгиева Демирева, с която има седем деца – пет момчета и две момичета: Никола Чичовски, чиято вила-пансион, открита на 9 август 1933 г. поставя основите на днешния курорт Пампорово, Георги, Жека, Тодор, Мария, Костадин и Христо. Двама от синовете му получили висше юридическо образование в Белгия, като предварително учителствали, за да си осигурят нужните средства.
| „ | Той бе любознателен, ученолюбив, разсъдлив, паметлив, разговорлив, пъргав, прям, откровен, предприемчив, упорит и спретнат кабадаия. („Кабадаия“ в преносен смисъл означава човек горд, надменен, самохвалко. Изразът е произлезнал от гръцката дума „кабадион“ – горна, къса мъжка дреха без ръкави, сетре. Някои мъже, които се имали за „по-голяма работа“, за „пичове“, носели тази дреха небрежно наметната, необлечена – бел. В.Р.) Обществените работи му беха присърце, дори до болезненост. Имаше и две отрицателни качества. Беше до наивност доверчив, та всекиго верваше, каквото му кажеше. Когато беше в раздразнено състояние или пийнеше, а това редчиш ставаше, Ив. Н. Чичовски бе заядлив, предизвикателен. Тая случайна заядливост увреждаше частните му и обществените работи. С тия свои качества Иван Н. Чичовски бе видно лице в Чепеларе и доста известен в средна Родопа и извън нея. | “ |